# Adamsia rondeletii
Adamsia rondeletii is een zeeanemonensoort uit de familie Hormathiidae. De anemoon komt uit het geslacht Adamsia. Adamsia rondeletii werd in 1822 voor het eerst wetenschappelijk beschreven door Delle Chiaje. 